# Arrondissement administratif de Virton
L’arrondissement administratif de Virton est un des cinq arrondissements administratifs de la province belge de Luxembourg, situés en Région wallonne. Il compte un peu plus de 55 000 habitants.
L’arrondissement fait partie de l’arrondissement judiciaire du Luxembourg.

## Géographie
L’arrondissement correspond en grande partie à la Gaume, sous-région où le gaumais est la langue vernaculaire traditionnelle.
Il se situe dans le sud-ouest de la province de Luxembourg. Il est délimité à l’ouest et au sud par la frontière française qui le sépare des départements de Meurthe-et-Moselle (au sud, en Lorraine), de la Meuse (au sud-ouest, en Lorraine) et des Ardennes (au nord-ouest, en Champagne-Ardenne).

### Arrondissements limitrophes
| Sedan (F)  | Neufchâteau |       |
|            | Virton      | Arlon |
| Verdun (F) | Briey (F)   |       |

## Histoire
L’arrondissement de Virton a été créé en 1823 lors du découpage de l’arrondissement administratif de Neufchâteau.
Jusqu’au 1er avril 2014, l’arrondissement faisait partie de l’arrondissement judiciaire d'Arlon qui comprenait aussi l’arrondissement administratif d'Arlon.

## Communes et leurs sections

### Communes
- Chiny
- Étalle
- Florenville
- Habay
- Meix-devant-Virton
- Musson
- Rouvroy
- Saint-Léger
- Tintigny
- Virton

### Sections
- Anlier
- Bellefontaine
- Bleid
- Buzenol
- Chantemelle
- Chassepierre
- Châtillon
- Chiny
- Dampicourt
- Étalle
- Èthe
- Florenville
- Fontenoille
- Gérouville
- Habay-la-Neuve
- Habay-la-Vieille
- Hachy
- Harnoncourt
- Houdemont
- Izel
- Jamoigne
- Lacuisine
- Lamorteau
- Latour
- Les Bulles
- Marbehan
- Meix-devant-Virton
- Meix-le-Tige
- Muno
- Musson
- Mussy-la-Ville
- Robelmont
- Rossignol
- Ruette
- Rulles
- Sainte-Cécile
- Sainte-Marie-sur-Semois
- Saint-Léger
- Saint-Mard
- Saint-Vincent
- Sommethonne
- Suxy
- Termes
- Tintigny
- Torgny
- Vance
- Villers-devant-Orval
- Villers-la-Loue
- Villers-sur-Semois
- Virton

## Démographie
Impossible de compiler l'entrée EasyTimeline :

Timeline generation failed: 1 error found

Line 55:  bar:2025from:0 till: 55209

- PlotData invalid. Bar '2025from' not (properly) defined.

- Source : Statbel de 1830 à 1970 : recensement au 31 décembre ; à partir 1980 : au 1er janvier[1].